# Oliarus humilis
Oliarus humilis är en insektsart som först beskrevs av Thomas Say 1830.  Oliarus humilis ingår i släktet Oliarus och familjen kilstritar. Inga underarter finns listade i Catalogue of Life.